# バンダレ・アッバース
バンダレ・アッバース（ペルシア語: بندر عباس Bandar-e ʿAbbās [pændæɾ æpːɑs] ( 音声ファイル)）は、イラン南部の都市。ホルモズガーン州の州都である。ホルムズ海峡北岸に位置する港町であり、2016年の人口は約52万6千人。「アッバースの港」の意。当初はバンダレ・アッバースィーと言われていたが、略してバンダレ・アッバース、さらにバンダル・アッバースとなり、現在のイランや西欧語ではこの用法が最も多い。日本語での報道などではバンダルアバス、バンダルアッバスと訛る。

## 歴史

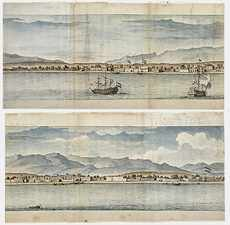

8世紀頃に海上交易路と陸上交易路の交点として、存在していたが、16世紀に一時ポルトガルが支配した。1615年にサファーヴィー朝のシャー・アッバース1世とイングランドが共同して、ポルトガルを追放した。その際に、シャーの名に因み、町の名前がバンダレ・アッバースとなった。
町はイングランドの影響下で繁栄するが、18世紀には衰退している。ただし、港湾都市としての重要性は変わらず、現在でもイランの主要貿易港の一つである。
軍港でもあり、フリゲート「サハンド」を中心とする艦艇群や、ロシア製S-300地対空ミサイルなどが配備されている。  

## 交通
- バンダレ・アッバース国際空港